# Scutiger ruginosus
Scutiger ruginosus es una especie  de anfibios de la familia Megophryidae.

## Distribución geográfica
Se encuentra en la China.